# 櫻井哲男
櫻井 哲男（さくらい てつお、1948年9月21日 - ）は、日本の音楽学者、阪南大学名誉教授。

## 経歴
茨城県日立市出身。東京芸術大学音楽学部楽理科卒、1973年同大学院修士課程修了。和歌山大学教育学部助手、国立民族学博物館助手、助教授、熊本大学文学部教授、総合研究大学院大学併任教授、阪南大学国際コミュニケーション学部教授、同国際観光学部教授を経て、2016年阪南大学名誉教授。

## 著作

### 単著
- 『「ソリ」の研究 韓国農村における音と音楽の民族誌』弘文堂 1989
- 『神々の音像』丸善 1992
- 『アジア音楽の世界』世界思想社 1997

### 編著
- 『民族音楽叢書 8 民族とリズム』（責任編集　東京書籍）1990
- 『二〇世紀における諸民族文化の伝統と変容 二〇世紀の音』（ドメス出版）1995

### 共編著
- 『韓国社会の文化人類学』（杉山晃一との共編、弘文堂）1990
- 『音の今昔』（山口修との共編　弘文堂）1996
- 『諸民族の音楽を学ぶ人のために』（水野信男との共編、世界思想社）2005

## 学会等
日本音楽学会全国委員、東洋音楽学会理事、同関西支部長、同副会長を歴任。

## その他
2003年に聴力を失い、それ以後、公の場に姿を見せていない。